# Lega italiana per la lotta contro l'AIDS
La Lega italiana per la lotta contro l'AIDS, abbreviato in LILA, è una Onlus che si batte per la prevenzione della diffusione del virus dell'Hiv e che assiste le persone malate di AIDS.

## Storia e organizzazione
La LILA nasce nel 1987 come una federazione di associazioni e gruppi con oltre 20 sedi che, nate su gran parte del territorio nazionale e coordinate dalla sede centrale, agiscono a livello locale non solo attraverso la lotta contro la malattia, la sua prevenzione ed un costante supporto alle persone sieropositive, ma anche attraverso un attento e scrupoloso lavoro di informazione riguardo all'Hiv e di lotta contro l'emarginazione e la violazione dei diritti delle persone affette dal virus.

## Attività
L'associazione, nelle sue sedi locali, organizza numerose attività gestite da volontari sieropositivi e sieronegativi, per i quali periodicamente vengono organizzati corsi di formazione, attività formative riguardo agli aspetti sanitari, psicologici, sociali, di consulenza e di aiuto riguardanti la malattia, attività di counseling, assistenza legale, gruppi di autoaiuto autogestiti dai membri delle rispettive sedi ed eventi in locali, durante concerti o manifestazioni, col duplice obiettivo di raccogliere fondi per l'associazione e di sensibilizzare il pubblico sui temi legati al virus dell'hiv.

## Progetti
"Accaivù", "Alla Salute", "Progetto Scuole","Insieme per il Futuro" sono alcuni dei progetti che le diverse sedi LILA hanno intrapreso per la creazione di percorsi, distribuzione di materiali informativi e l'organizzazione di eventi che hanno coinvolto gli studenti delle scuole medie superiori.
"Con gli operatori della notte" ed "Obiettivo Notte" sono alcuni dei progetti che hanno concentrato l'attenzione sul mondo notturno ed i luoghi di aggregazione giovanili dove, a causa dei possibili rischi legati ad una sessualità ed al consumo ricreativo di sostanze inconsapevoli, sale il rischio di contagio della malattia.
"Aids e Immigrazione" e "Passaporto per la solidarietà" sono progetti di informazione, prevenzione, sostegno e cura rivolti alla popolazione extracomunitaria che vive una condizione di disagio e pericolo rispetto alla malattia.